# Еrythromma lindenii
Еrythromma lindenii (Selys, 1840) je vrsta iz familije Coenagrionidae. Srpski naziv ove vrste je Plava bistrooka devica.

## Opis vrste
Na telu mužjaka ove vrste  preovladava plava boja. Sedmi i osmi segment trbuha su potpuno crni, dok je na ostalim crna, klinasta šara. Na drugom telesnom segmentu nalazi se karakteristična crna šara u obliku pehara. Za razliku od ostalih vrsta iz ovog roda, oči E. lindenii su plave. Mužjaci dosta podsećaju na vrste iz roda Coenagrion. Ženke su žute sa plavom sredinom tela. Na svakom telesnom segmentu se nalazi crna, izdužena šara. Krila su providna sa izduženom svetlom pterostigmom .

## Stanište
Veće stajaće (jezera, šljunkare, duboki kanali i sl.) i sporotekuće vode bogate kiseonikom i vodenom vegetacijom (Myriophyllum sp.).      

## Sezona letenja
Sezona letenja traje od marta do oktobra.